# Justas Lasickas
Justas Lasickas (sinh ngày 6 tháng 10 năm 1997) là một cầu thủ bóng đá Litva thi đấu cho Voždovac và Đội tuyển bóng đá quốc gia Litva ở vị trí Tiền vệ.

## Sự nghiệp câu lạc bộ
Anh ra mắt cùng với FK Žalgiris năm 2014. Anh cũng đá cho FK Žalgiris Vilnius-2.
Vào mùa hè 2017 anh được cho mượn đến đội bóng mới lên hạng Serbian SuperLiga FK Zemun. Anh ra mắt ở Serbian SuperLiga 2017–18 ngày 5 tháng 8 năm2017, trong trận đấu với FK Radnički Niš. Anh ghi bàn thắng đầu tiên ở SuperLiga tại vòng 7 ở phút 37 của trận đấu trên sân nhà trước OFK Bačka với kết quả hòa 1–1, diễn ra ngày 26 tháng 8 năm 2017.

## Sự nghiệp quốc tế
Anh đại diện Litva ở các cấp độ U-19 và U-21.

### Bàn thắng quốc tế
Bàn thắng và kết quả của Litva được để trước.
| #  | Ngày                 | Địa điểm                         | Đối thủ  | Bàn thắng | Kết quả | Giải đấu                 |
| -- | -------------------- | -------------------------------- | -------- | --------- | ------- | ------------------------ |
| 1. | 9 tháng 10 năm 2021  | Sân vận động LFF, Vilnius, Litva | Bulgaria | 1–0       | 3–1     | Vòng loại World Cup 2022 |
| 2. | 15 tháng 11 năm 2021 | Sân vận động LFF, Vilnius, Litva | Kuwait   | 1–1       | 1–1     | Giao hữu                 |

## Danh hiệu
Žalgiris Vilnius
- A lyga: 2014, 2015, 2016[6]
- Cúp Litva: 2014–15, 2015–16, 2016[6]
- Siêu cúp Litva: 2016[6]